# Magdalena Fikus
Magdalena Maria Fikus z domu Żemaitis (ur. 13 maja 1936 w Krakowie) – polska biolog, biochemik, specjalistka w zakresie biochemii i fotochemii kwasów nukleinowych, biofizyki komórki, inżynierii genetycznej, profesor nauk przyrodniczych, propagatorka i popularyzatorka nauki.

## Życiorys
W 1958 została absolwentką Wydziału Biologii i Nauk o Ziemi Uniwersytetu Warszawskiego. W 1965 uzyskała stopień naukowy doktora, a w 1975 stopień doktora habilitowanego. Tytuł naukowy profesora otrzymała w 1990. Do 1965 pracowała w Państwowym Zakładzie Higieny, następnie w Katedrze Biofizyki na UW, współpracując z profesorem Davidem Shugarem. Pod koniec lat 60. przebywała na stażu naukowym na Stanford University. W 1975 podjęła pracę w Instytucie Biochemii i Biofizyki Polskiej Akademii Nauk.

## Życie prywatne
Była żoną Dariusza Fikusa (1932–1996), redaktora naczelnego dziennika „Rzeczpospolita”. Jej ojcem był Kiejstut Żemaitis. Matka chrzestna Janusza Walusia.

## Odznaczenia i wyróżnienia
W 2004 odznaczona Krzyżem Kawalerskim Orderu Odrodzenia Polski. W 2011 prezydent Bronisław Komorowski, za wybitne osiągnięcia w pracy naukowo-badawczej i działalności dydaktycznej, za zasługi na rzecz popularyzacji i rozwoju nauki w Polsce, odznaczył ją Krzyżem Komandorskim z Gwiazdą tego orderu. 21 października tego samego roku została Kanclerzem Kapituły Orderu Odrodzenia Polski. Pełniła tę funkcję do 2015.
Wyróżniona Nagrodą „Problemów”, Nagrodą im. Profesora Hugona Steinhausa, Fenomenem „Przekroju” oraz Nagrodą im. Stefanii Światłowskiej (przyznawaną przez środowisko VI Liceum Ogólnokształcącego im. Tadeusza Reytana w Warszawie). W 2023 otrzymała Medal PAN im. Mikołaja Kopernika.